# São João Batista (kommun i Brasilien, Maranhão, lat -3,01, long -44,82)
São João Batista är en kommun i Brasilien.   Den ligger i delstaten Maranhão, i den nordöstra delen av landet, 1 500 km norr om huvudstaden Brasília. Antalet invånare är 19 966.
Följande samhällen finns i São João Batista:
- São João Batista

Omgivningarna runt São João Batista är huvudsakligen savann. Runt São João Batista är det ganska glesbefolkat, med 29 invånare per kvadratkilometer.